# Ферретти, Альберта
Альбе́рта Ферретти (итал. Alberta Ferretti; род. 1950) — итальянский модельер

 и дизайнер, основатель и вице-президент Aeffe S.p.A. Её основные проекты — «Альберта Ферретти» и «Philosophy di Alberta Ferretti». Хотя демонстрации моделей проходят в Милане, Италия, но студия находится в живописном месте Каттолика близ Римини, Италия.
В октябре 1993 Ферретти представила одежду, напоминающую модели из «Великого Гэтсби», для миланского показа готовой одежды. Одной из её моделей стало длинное платье в бледно-синих тонах. Также было представлено бежевое связанное крючком платье длиной выше колена. В основном были простые платья, некоторые из них короткие, другие длинные и драпированные.
В 2009 году открыла первый бутик в Москве в торговом центре «Петровский пассаж».
В сентября 2024 года стало известно, что дизайнер и креативный директор Alberta Ferretti покидает свой собственный бренд.